# فلويد بيترز
فلويد بيترز (بالإنجليزية: Floyd Peters)‏ هو لاعب كرة قدم أمريكية أمريكي، ولد في 21 مايو 1936 في كونسيل بلوفس في الولايات المتحدة، وتوفي في 19 أغسطس 2008.

## وصلات خارجية
- فلويد بيترز على موقع مرجع كرة القدم المحترفة.كوم (الإنجليزية)